# Ädikula

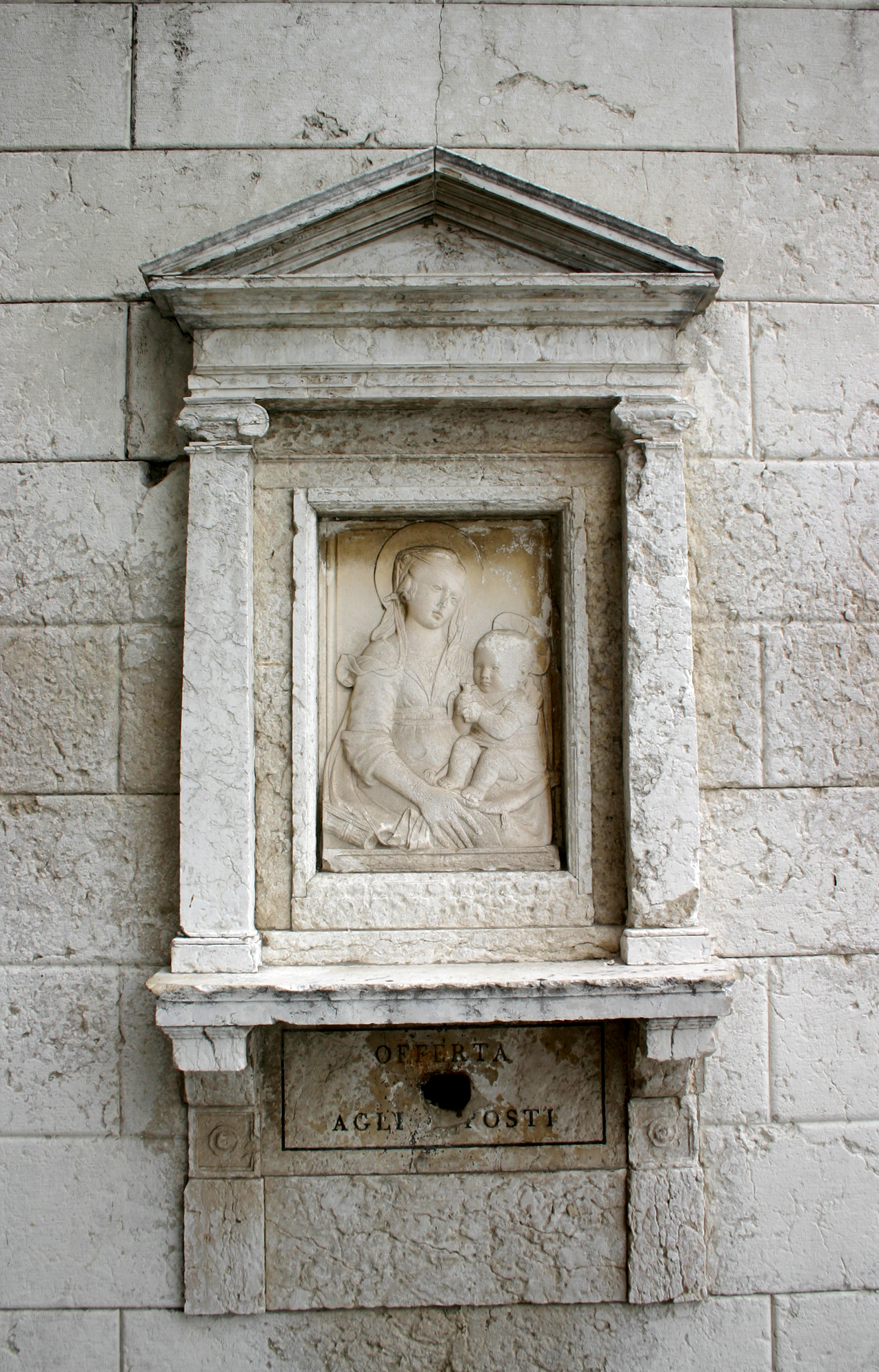
Ädikula i Venedig.

Ädikula är en helgedom, bestående av två kolonner som bär upp ett entablement och en fronton, som omger en staty eller en relief i ett klassiskt tempel. Termen används även för en liknande inramning av en dörr, fönster eller nisch med två kolonner, halvkolonner eller pilastrar som bär upp en gavel, överliggare eller dylikt.